# イオネル・ダンチウレスク
イオネル・ダニエル・ダンチウレスク（Ionel Daniel Dănciulescu, 1976年12月6日 - ）は、ルーマニア出身の元サッカー選手。元ルーマニア代表である。ポジションはFW。

## 経歴
主にディナモ・ブカレストでプレーしたが、ライバルのステアウア・ブカレストでプレーした期間もあった。2003-04シーズンと2007-08シーズンの2度、リーガ1の得点王に輝いた。代表で2得点した2004年は、ルーマニア最優秀選手賞も獲得した。2008年8月までにリーガ1で173得点を挙げ、ドゥドゥ・ゲオルゲスク、ロディオン･カマタル、マリン・ラドゥに次ぐ歴代4位になった。2009年夏、スペイン・セグンダ・ディビシオン（2部）のエルクレスCFに移籍した。エルクレスではプリメーラ・ディビシオン昇格を勝ち取ったが、1年で契約解消となり、ディナモ・ブカレストに復帰。

## 所属クラブ
- 1993-1995  FCエクステンシブ・クライオヴァ
- 1995-1997  FCディナモ・ブカレスト
- 1997-1998  アルタイSK
- 1998-2001  FCステアウア・ブカレスト
- 2002-0000  FCMカンピナ
- 2002-2009  FCディナモ・ブカレスト

2005-0000 → 山東魯能泰山 (loan)
- 2009-2010  エルクレスCF
- 2010-2013  FCディナモ・ブカレスト

## タイトル

### 選手時代
FCステアウア・ブカレスト
- ディヴィジアA：2回 (1997-98、2000-01)
- クパ・ロムニエイ：1回 (1998-99)
- スーペルクパ・ロムニエイ：1回（1998）

FCディナモ・ブカレスト
- ディヴィジアA：3回 (2001-02、2003-04、2006-07)
- クパ・ロムニエイ：4回 (2002-03、2003-04、2004-05、2011-12)
- スーペルクパ・ロムニエイ：2回 (2005、2012)

個人
- ディヴィジアA得点王：2回 (2003-04、2007-08)
- ルーマニア年間最優秀選手：1回（2004）